# Karl Matthias Schiffer
Pour les articles homonymes, voir Schiffer.
Karl Matthias Schiffer, né le 2 octobre 1867 à Süchteln et mort en 1930 à Berlin, est un haut fonctionnaire des syndicats chrétiens en Allemagne et depuis 1905 président de l'association générale des syndicats chrétiens en Allemagne. Il est également un homme politique pour le Zentrum.

## Éducation et profession
Après l'école primaire de Süchteln, Schiffer termine un apprentissage de tisserand de velours. Il travaille ensuite comme tisserand de coton et tisserand d'usine.

## Syndicaliste
En 1895, il rejoint l'association locale des travailleurs catholiques de Bocholt. En 1899, il est l'un des fondateurs des syndicats chrétiens. À partir de 1900, il est responsable syndical à plein temps dans les syndicats chrétiens. Entre 1900 et 1904, il est également rédacteur en chef du magazine « Travailleurs chrétiens du textile », le journal de l'Association centrale des travailleurs chrétiens du textile en Allemagne. En 1905, il est président de l'association générale des syndicats chrétiens en Allemagne.

## Parti politique
Schiffer est membre du Zentrum.

## Mandats
Schiffer est conseiller municipal à Krefeld en 1903-1904 et à Düsseldorf depuis 1907. Il est député du Reichstag de 1907 à 1918 pour la 3e circonscription de Münster Recklinghausen-Borken. Sa nomination en tant que candidat rencontre une résistance considérable au sein du Zentrum en 1907, car les cercles bourgeois et agraires du Zentrum voulaient conserver l'ancien député du Reichstag, Jakob Euler (de) De son élection à l'Assemblée nationale allemande le 19 janvier 1919, il est membre de l'Assemblée nationale de Weimar jusqu'à sa démission en septembre.